# Encentrum aquila
Encentrum aquila är en hjuldjursart som först beskrevs av Gosse 1887.  Encentrum aquila ingår i släktet Encentrum och familjen Dicranophoridae. Inga underarter finns listade i Catalogue of Life.